# مادن إن إف إل 18
مادن إن إف إل 18 (بالإنجليزية: Madden NFL 18)‏، هي لعبة فيديو إلكترونية من نوع رياضة كرة القدم السوبر بول وفيلم تفاعلي، سوف يصدر بتاريخ 25 أغسطس سنة 2017م في الولايات المتحدة، وستعمل على أنظمة التشغيل كل من بلاي ستيشن 4 وإكس بوكس ون.